# Virginie de Senancour
Virginie de Senancour, cuyo nombre completo era Agathe-Eulalie-Ursule Pivert de Senancour (Friburgo, 1791-Fontainebleau, 1876), fue una escritora y periodista francesa.

## Biografía
Hija del ensayista Étienne Pivert de Senancour, trabajó como su secretaria al mismo tiempo que escribía historias para niños. Asimismo, se encargó de recoger información biográfica sobre su padre, siendo prácticamente la única fuente existente.
En su obra también tuvo cabida la sátira contra Napoleón.

## Obras
- Les Héros comiques, nouvelles adressées aux dames (1820)
- Pauline de Sombreuse (1821)
- La Veuve, ou l'Épitaphe (1822)
- La Conquêtomanie, ou Aventures burlesques du grand Barnabé (1827)
- Réplique à un mal avisé (1858)